# جورج مارشال (مدون)
جورج مارشال (بالإنجليزية: George Marshall)‏ هو مدون وعالم بيئة بريطاني، ولد في 1964.